# Narcisa Oliver i Deulofeu
Narcisa Oliver i Deulofeu (Palafrugell, 1948 - 1995) fou una poetessa i activista cultural palafrugellenca, de gran activitat cultural. Col·laborava en tot tipus d'actes, formava part de la Coral Mestre Sirés, i participava en reunions literàries. L'Ajuntament de Palafrugell va publicar una selecció dels seus poemes, Steropé, l'abril de 1987 amb pròleg de Josep Martí i Clarà "Bepes". D'aquest llibre hi ha hagut dues edicions més. La segona el setembre de 1987 i la tercera el març de 2002. Aquesta darrera edició porta un pròleg de Félix Pérez Diz, director de la Coral Mestre Sirés, de la qual la Narcisa va formar part durant molt anys. La vila de Palafrugell l'ha recordada en multitud d'actes i homenatge, com per exemple el realitzat el novembre de 1999 al Teatre Municipal de Palafrugell, durant el qual es va col·locar a la sala d'actes del Teatre un quadre dedicat a Narcisa Oliver, realitzat per Modest Cuixart. L'1 d'octubre de 2010, també al Teatre Municipal de Palafrugell va tenir lloc un recital poètic i musical amb lectura de les seves poesies. La coral Mestre Sirés i el Duet Arjau varen interpretar cançons musicades a partir de les seves lletres. Algunes composicions s'han fet molt populars gràcies a l'adaptació musical com a havaneres, com Mariner de terra endins i Tamariu. El seu fons documental es conserva a l'Arxiu Municipal de Palafrugell.